# Приморське (Бехтерська сільська громада)
Приморське (до 2016 року — Більшовик) — село в Україні, у Бехтерській сільській громаді Скадовського району Херсонської області. Населення становить 368 осіб.

## Географія

### Розташування
Село Приморське розташоване на півдні Херсонської області, входить до складу Голопристанського району. Межує з селами Круглоозерка та Залізний Порт.

### Рельєф
Рельєф у Приморському переважно рівнинний.

### Водойми
Поруч знаходяться три озера: Прокоф'єве, Устрічне та озеро, яке немає назви.

## Історія
За свідченнями старожилів, поселення засноване переселенцями із села Дзигівка Ямпільского району Вінницької області.
До адміністративної реформи 2020 року село належало до нині ліквідованного Голопристанського району.
24 лютого 2022 року село тимчасово окуповане російськими військами під час російсько-української війни.

## Населення
Згідно з переписом УРСР 1989 року чисельність наявного населення села становила 344 особи, з яких 158 чоловіків та 186 жінок.
За переписом населення України 2001 року в селі мешкало 368 осіб.

### Мова
Розподіл населення за рідною мовою за даними перепису 2001 року:
| Мова       | Відсоток |
| ---------- | -------- |
| українська | 90,22 %  |
| російська  | 9,51 %   |
| інші       | 0,27 %   |

## Економіка

### Туризм

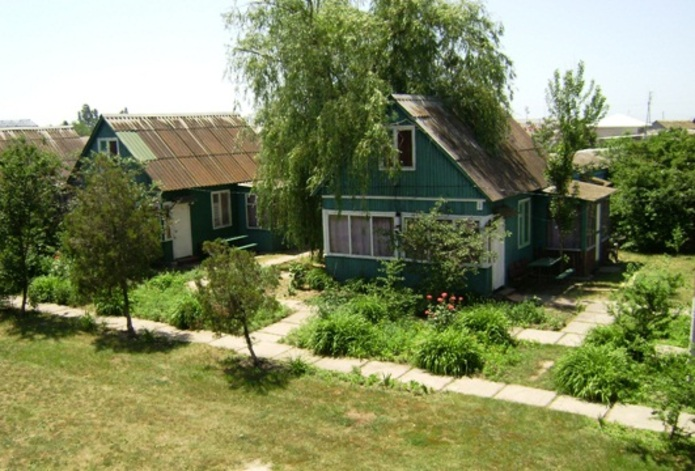
База відпочинку «Веселка» в Приморському.

Село Приморське є одним з найбільших курортних містечок південної частини Херсонської області.
У селі понад сотні будинків на трьох вулицях: Приморська, Миру і Степова. Є пошта, церква, клуб, кузня, гуртожиток, кілька магазинів. На узбережжі є бази відпочинку, кафе, магазини, автостоянка і кемпінг.
У селі відсутня школа, дитячий садок.